# Costanziaco
Costanziaco ou Costanziaca était un fleurissant centre habité, aujourd’hui disparu, de la lagune de Venise, positionné au nord-est de Torcello.

## Histoire
Comme Torcello, Burano, Mazzorbo, Murano et Venise, Costanziaco fut fondée pendant les invasions barbares par les réfugiés de la terre ferme fuyant les Lombards et venus s’établir dans la Vénétie lagunaire restée romaine. On retient l’année 650, sous le règne de l’empereur Constant II Héraclius, comme date de fondation de deux des sept églises de la cité. 
Le nom Costanziaco serait lié à cet empereur ou bien, selon d’autres interprétations, à Constantin Ier (empereur romain), à Constance III mari de Galla Placidia, ou encore dérivé de la légion Costantiacae qui, selon Ammien Marcellin, stationnait dans la zone. Le centre était contigu à Ammiana. Costanziaco est indirectement cité sur un document remontant au doge de Tribuno Memmo (fin Xe siècle), où est rappelé un Dominicus, filius Georgii Gambasyrica, de Costanciaco. Une bulle pontificale de 1064 émise par le pape Alexandre II cite explicitement les monastères et églises de Costanziaco.
Comme en témoignent les archives de la cité, elle était administrée par un gastaldo et était constituée de quatre îles formant deux contrade (quartiers) : Costanziaco Maggiore et Costanziaco Minore, reliés respectivement à la rive droite et gauche d’un bras du fleuve Sile qui y avait son embouchure dans la lagune. Il y avait deux paroisses : celle des saints Serge-et-Bacchus et celle des saints Maxime-et-Marcellin, et cinq églises : S. Moro, S. Zanipolo, S. Maffio, S. Pietro et S. Ariano. Serge-et-Bacchus et San Maffio (Matthieu) s’élevaient sur l’actuelle île de La Cura. San Ariano (Adrien) était sur l’actuelle île de Sant'Ariano. Le couvent de 1160 accueillait des nonnes provenant des grandes familles patriciennes vénitiennes. Costanziaco fut progressivement abandonné en raison du paludisme et de l'érosion des berges : après de vaines tentatives de remblayer la zone pour rendre les îles cultivables, les moines furent les derniers à partir en 1549. Le couvent de Sant'Ariano tomba en ruines.

## Costanziaco aujourd’hui
La zone de Costanziaco est actuellement un précieux site archéologique où il est possible de trouver les artefacts de l’antique splendeur (palafittes, vases, urnes, plats, briques etc.). La zone coïncide avec les actuelles îles de:
- La Cura, d’où s’élevaient les églises de  S.S. Sergio e Bacco et de S. Matteo[2];
- Sant'Ariano, sur laquelle se trouve l’église du même nom et le monastère annexe[3].

## Sources
- (it) Cet article est partiellement ou en totalité issu de l’article de Wikipédia en italien intitulé « Costanziaco » (voir la liste des auteurs) le 30/10/2012.